# Nicolas Bochatay
Nicolas Bochatay (* 27. August 1964 im Kanton Wallis, Schweiz; † 22. Februar 1992 in Les Arcs, Département Savoie) war ein Schweizer Skirennfahrer.
Der Neffe der Skirennfahrerin Fernande Bochatay fuhr zunächst alpine Skirennen, so bei den Schweizer Meisterschaften am 21. Februar 1981, als er in Pizol in der Abfahrt auf Rang 8 kam, und bei der Europacup-Abfahrt am 1. März 1981 in San Sicario (Rang 14). Bei den Alpinen Ski-Juniorenweltmeisterschaften 1982 in Auron belegte er den 19. Platz in der Abfahrt und den 29. Platz im Riesenslalom. Später wechselte er zum Speedski.
Bochatay kam am vorletzten Tag der Olympischen Winterspiele von Albertville 1992 ums Leben. Der Teilnehmer der Demonstrationsdisziplin Geschwindigkeitsskifahren war gegen 9:30 Uhr beim Warmfahren auf einer öffentlichen Skipiste mit einer Pistenraupe kollidiert. Am Vortag war er in der Qualifikation noch bester Schweizer gewesen. Zu den genaueren Umständen gab es unterschiedliche Angaben. Mannschaftsvertreter sprachen von einer unterhalb eines Hügels fahrenden Raupe ohne Warnsignale, während andere überhöhte Geschwindigkeit sowohl von Bochatay als auch seinem Mannschaftskameraden angaben.
Bochatay hinterließ seine Ehefrau und zwei Kinder.